# Böhmerwaldlieder
Als Böhmerwaldlieder bezeichnet man einerseits die Gesamtheit des deutschsprachigen Volksliedgutes, das aus dem Böhmerwald im heutigen Tschechien stammt, andererseits die nach der Vertreibung der Deutschen aus der Tschechoslowakei entstandenen häufig sentimentalen Lieder, die an die verlorene Heimat im Böhmerwald erinnern. Auch das von Andreas Hartauer geschaffene Lied Tief drin im Böhmerwald trägt die Bezeichnung Böhmerwaldlied.
In Folge der Vertreibung der Böhmerwäldler aus der Tschechoslowakei nach dem Zweiten Weltkrieg wurde dieses Liedgut in Bayern, Baden-Württemberg und Österreich verbreitet, da sich die vertriebenen Menschen vorwiegend dort ansiedelten. Es ist im Gegenzug in Tschechien heute nahezu unbekannt. Neben Liedern in deutscher Hochsprache existieren außerdem zahlreiche Lieder in der früher in Südböhmen gesprochenen böhmerwäldischen Mundart, beispielsweise das Lied Auf d' Wulda.
Der Volkskundler Gustav Jungbauer war einer der bekanntesten Feldforscher und Sammler von Volksliedern aus dem Böhmerwald, der zahlreiche Lieder aufgezeichnet hat. Bis heute wird dieses Liedgut gepflegt von Gesangs- und Heimatvereinen in Deutschland und Österreich, beispielsweise der Böhmerwald Sing- und Volkstanzgruppe München.
Hohe Popularität erlangte das Lied Tief drin im Böhmerwald, das damals für die Heimatvertriebenen eine besondere Bedeutung hatte und daher nach 1945 häufig interpretiert wurde.